# 天主教卡鲁阿鲁教区
天主教卡魯阿魯教區（拉丁語：Dioecesis Caruaruensis）是巴西一個天主教教區，位於伯南布哥州東北部，屬奧林達暨累西腓總教區。
教區成立於1948年8月7日，2006年有教友684,019人，佔總人口86.7%。有廿七個堂區、司鐸四十六人。
現任教區主教為若瑟·勞得力·貢薩爾韋斯-洛佩斯，榮休主教為伯爾納鐸·馬爾基奧。